# 釜淵駅
釜淵駅（かまぶちえき）は、山形県最上郡真室川町大字釜淵にある、東日本旅客鉄道（JR東日本）奥羽本線の駅である。

## 歴史
- 1904年（明治37年）10月21日：開業[2][3]。
- 1935年（昭和10年）12月：駅舎を改築[4]。
- 1976年（昭和51年）
  - 4月1日：貨物の取り扱いを廃止[2][3]。
  - 8月1日：荷物の扱いを廃止[2][5]。駅員無配置駅となる[3][6]（簡易委託化）。
- 1982年（昭和57年）：海上コンテナを改造した駅舎に改築される[7]。
- 1987年（昭和62年）4月1日：国鉄分割民営化により、JR東日本の駅となる[2]。
- 2004年（平成16年）4月1日：簡易委託を解除し、完全無人化[3]。
- 2024年（令和6年）10月1日：えきねっとQチケのサービスを開始[1][8]。

## 駅構造
相対式ホーム2面2線を有する地上駅で、互いのホームは跨線橋で連絡している。また、新庄駅管理の無人駅である。

### のりば
| 番線 | 路線      | 方向 | 行先           |
| ---- | --------- | ---- | -------------- |
| 1    | ■奥羽本線 | 上り | 新庄方面       |
| 2    | ■奥羽本線 | 下り | 湯沢・秋田方面 |

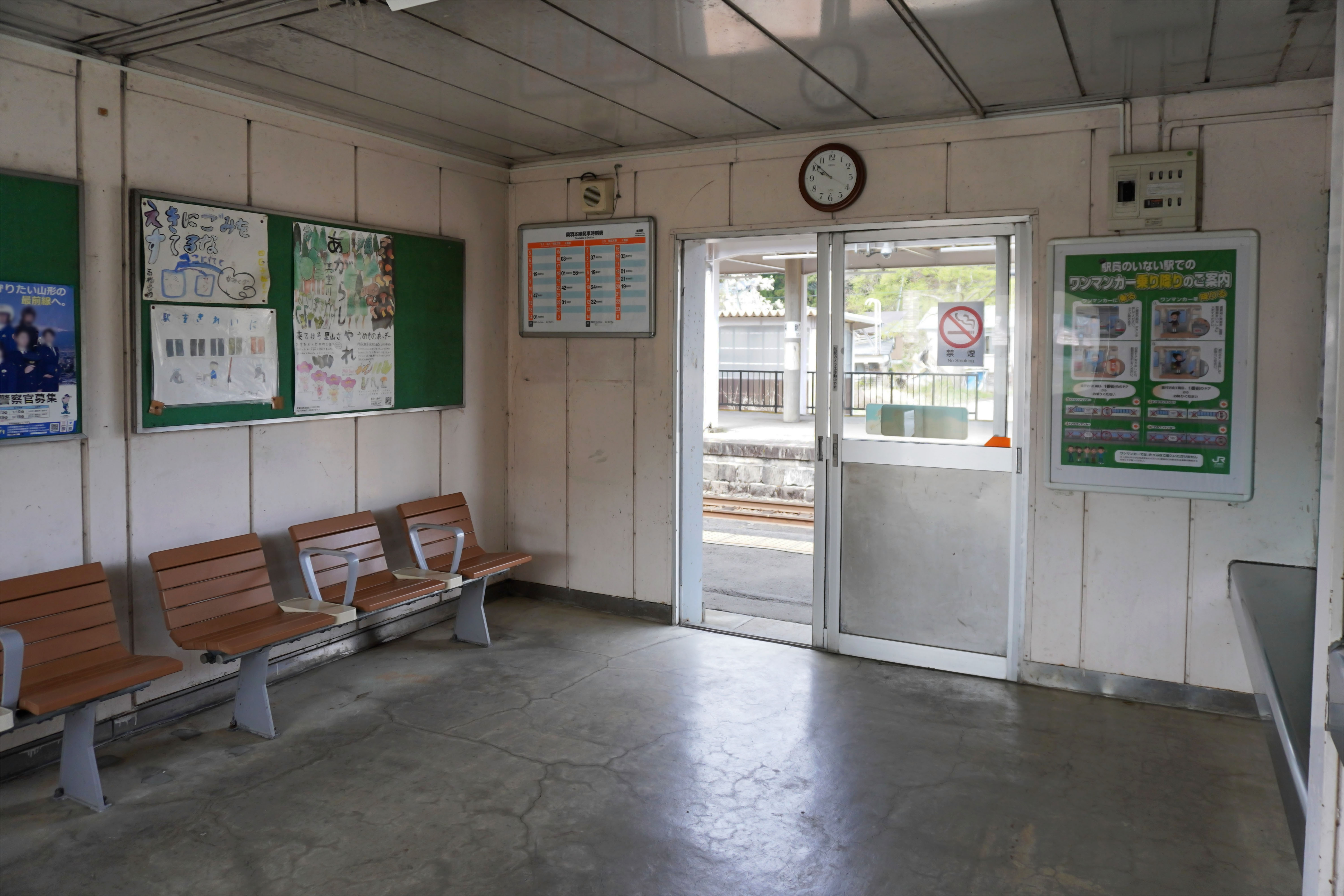
待合室（2024年4月）
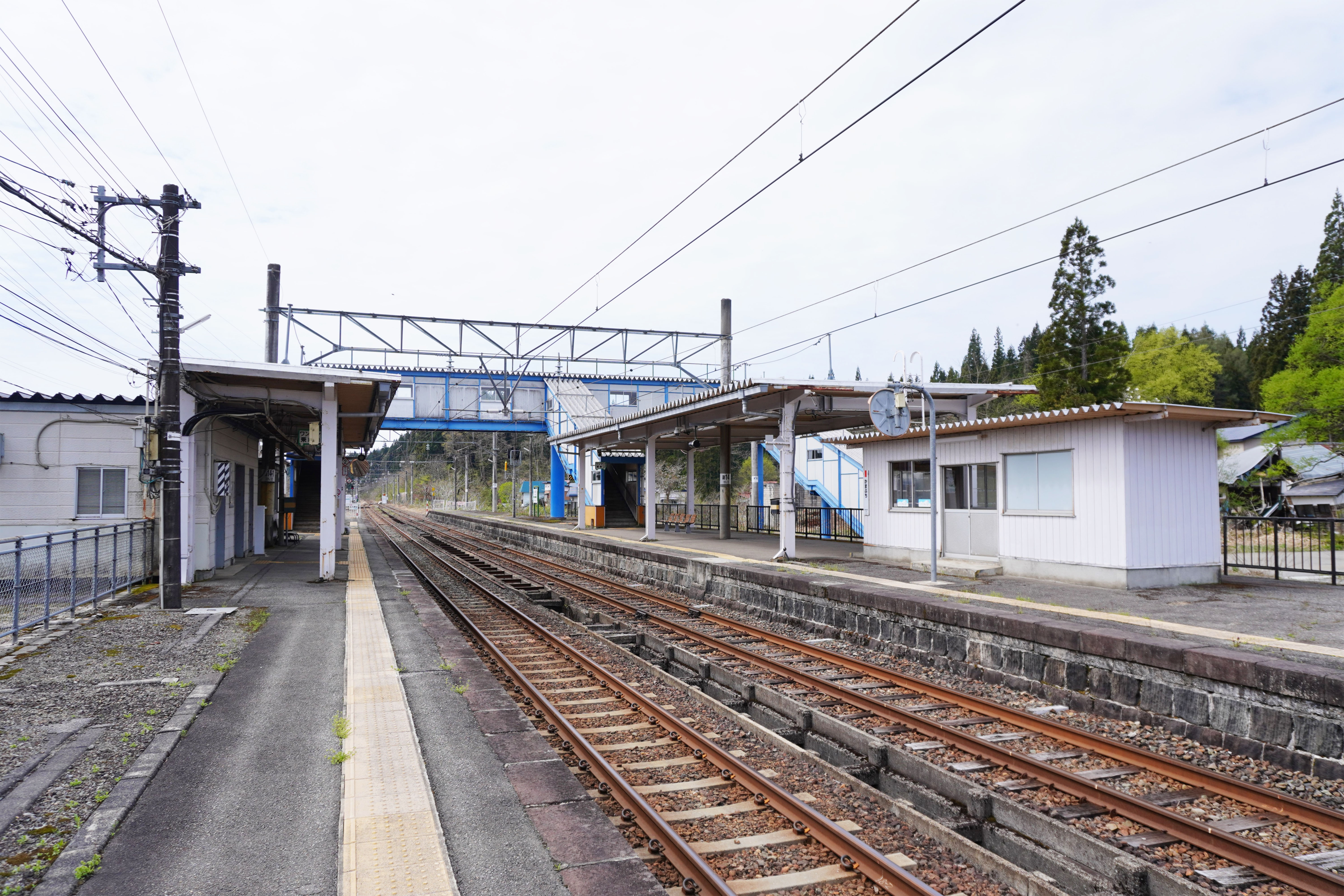
ホーム（2024年4月）

## 利用状況
JR東日本および「山形県の鉄道輸送」によると、2000年度（平成12年度）- 2004年度（平成16年度）の1日平均乗車人員の推移は以下のとおりであった。
| 乗車人員推移       | 乗車人員推移     | 乗車人員推移 |
| 年度               | 1日平均 乗車人員 | 出典         |
| ------------------ | ---------------- | ------------ |
| 2000年（平成12年） | 120              | [ 10 ]       |
| 2001年（平成13年） | 110              | [ 11 ]       |
| 2002年（平成14年） | 107              | [ 12 ]       |
| 2003年（平成15年） | 106              | [ 13 ]       |
| 2004年（平成16年） | 100              | [ 13 ]       |

## 駅周辺
- 真室川町役場釜淵出張所
- 釜淵郵便局
- 真室川
- 真室川町立真室川北部小学校

### バス路線
最寄り停留所は、駅前にある釜淵駅前となる。以下の路線が乗り入れ、真室川町により運行されている。
- 真室川町営バス：真室川病院行き、中の股行き

## 隣の駅
東日本旅客鉄道（JR東日本）
■奥羽本線
□快速
通過
■普通
真室川駅 - 釜淵駅 - 大滝駅